# 473 до н. е.

## Події
- Консулами Риму були обрані Луцій Емілій Мамерк та Вопіск Юлій Юл. Консули відмовлялися проводити роздачу землі, чим спровокували конфлікт між плебеями та аристократією. Склали повноваження під тиском натовпу.
- Тираном Аграканта став Фрасидей.
- Князівство Юе у Південному Китаї захопило царство У.

## Померли
- Ферон, тиран міста Акрагант на Сицилії.

| рік | Це незавершена стаття про рік. Ви можете допомогти проєкту, виправивши або дописавши її. |